# Gunnar Höglund
Klas Gunnar Höglund, född 18 februari 1923 i Solna församling, död 16 juni 1984 i Engelbrekts församling i Stockholm, var en svensk barnskådespelare, manusförfattare, filmproducent och regissör.

## Filmografi (i urval)

### Roller
- 1939 – Gläd dig i din ungdom
- 1939 – Hennes lilla Majestät
- 1939 – Valfångare
- 1940 – Man och kvinna
- 1941 – Lasse-Maja
- 1941 – En kvinna ombord
- 1942 – En trallande jänta
- 1942 – Vårat gäng
- 1944 – Excellensen
- 1951 – Dårskapens hus

### Filmmanus
- 1951 – Uppdrag i Korea
- 1956 – Suss gott
- 1964 – Kungsleden
- 1968 – ...som havets nakna vind
- 1970 – Som hon bäddar får han ligga
- 1971 – Faire l'amour - Emmanuelle et ses soeurs
- 1978 – Dante – akta're för Hajen!

### Regi
- 1951 – Uppdrag i Korea
- 1956 – Suss gott
- 1964 – Kungsleden
- 1968 – ...som havets nakna vind
- 1970 – Som hon bäddar får han ligga
- 1971 – Vill så gärna tro
- 1978 – Dante – akta're för Hajen!

## Teater

### Roller
| År   | Roll  | Produktion                 | Regi          | Teater      |
| ---- | ----- | -------------------------- | ------------- | ----------- |
| 1940 | Ejlif | En folkfiende Henrik Ibsen | Olof Molander | Vasateatern |